# Alien 4
Alien 4 è il ventesimo album in studio della space rock band britannica Hawkwind, registrato nel 1995 e pubblicato nello stesso anno. In questo disco entra nella formazione Ron Tree.

## Tracce
1. Abducted – 2:45 –  (Tree/Brock)
2. Alien (I Am) – 7:46 –  (Brock)
3. Reject Your Human Touch – 2:20 –  (Tree/Brock/Chadwick/Davey)
4. Blue Skin – 7:07 –  (Tree/Brock/Chadwick/Davey)
5. Beam Me Up – 4:11 –  (Hawkwind)
6. Vega – 3:51 –  (Davey)
7. Xenomorph – 4:52 –  (Tree/Davey)
8. Journey – 3:12 –  (Brock/Davey)
9. Sputnik Stan – 7:03 –  (Davey)
10. Kapal – 5:11 –  (Brock/Chadwick/Davey)
11. Festivals – 6:50 –  (Tait/Brock)
12. Death Trap (originariamente pubblicato su PXR5) – 3:57 –  (Brock/Calvert)
13. Wastelands (versione strumentale di "Wastelands of sleep", originariamente pubblicato su The Xenon Codex) – 1:22 –  (Brock)
14. Are You Losing Your Mind? – 2:33 –  (Tree/Brock/Chadwick/Davey)
15. Space Sex (bonus track contenuta solo nel vinile e nella versione CD del 2010) – 2:57 – (Brock)

## Formazione
- Ron Tree - voce
- Dave Brock - chitarra, tastiere, voce
- Alan Davey - basso, voce
- Richard Chadwick - batteria